# Усмонов, Иброгим Кенджаевич

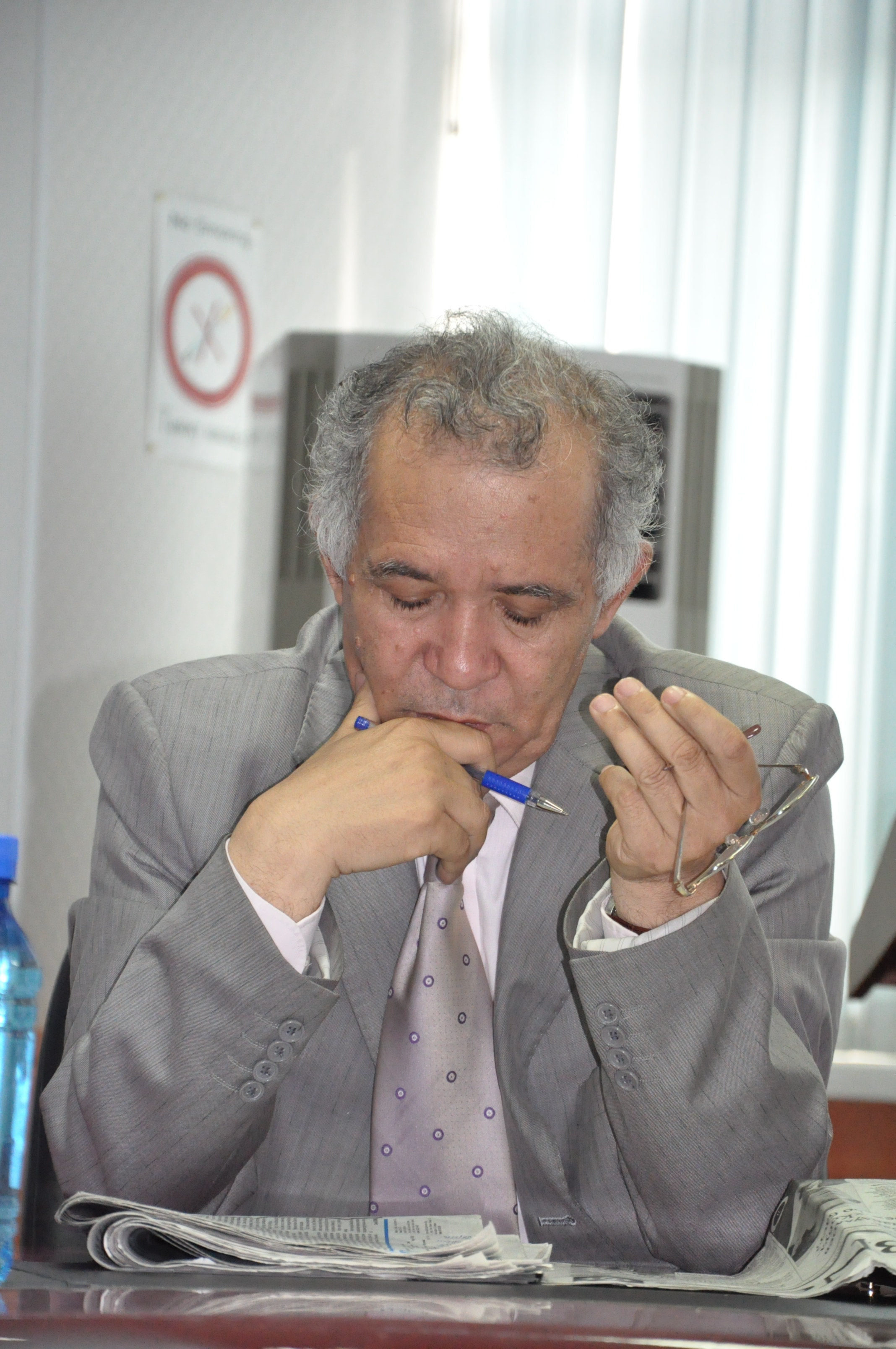

Усмонов Иброхим Кенджаевич (тадж. Усмонов Иброҳим Кенҷаевич) — доктор исторических наук, профессор.

## Биография
Родился 10 сентября 1948, махалля Шахак, сельсовет Понгаз, Аштского района Республики Таджикистан.
1963 Член Всесоюзного ленинского коммунистического союзамолодёжи
1966 Окончание средней школы имени Маъдана Аштского р-на
1966—1971 Студент отделения журналистики государственного университета Таджикистана имени В. И. Ленина (в настоящее время Таджикский Национальный Университет)
1968 Обладатель диплома первой степени научной студенческой конференции Средней Азии и Казахстана, г. Душанбе
1969 Обладатель диплома первой степени научной студенческой конференции Средней Азии и Казахстана, г. Фрунзе (ныне Бишкек)
1971 Окончание государственного университета Таджикистана имени В. И. Ленина, диплом с отличием, по специальности «журналистика»

## Аспирантура и дальнейшая дейтельность
1970—1973 Литературный сотрудник газеты «Тоҷикистони Советӣ» (Советский Таджикистан)
1973—1976 Аспирант дневного отделения факультета журналистики Московского государственного университета имени М. В. Ломоносова
1974 Член Союза журналистов СССР
1976 Защита кандидатской диссертации на тему «Становление и развитие партийно-советской печати Таджикистана (1917—1929 гг.)» в Московском государственном университете имени М. В. Ломоносова, получение ученной степени кандидата исторических наук
1976—1981 Литературный сотрудник газеты «Тоҷикистони Советӣ» (Советский Таджикистан)
1976—1982 Ассистент, старший преподаватель кафедры фольклора и литературы народов СССР Таджикского государственного университета имени В. И. Ленина
1981—1984 Советник-преподаватель факультета социальных наук Кабульского университета (Афганистан)
1984 Член Союза журналистов Афганистана
1987—1996 Член КПСС
1992—1994 Член Бюро компартии Таджикистана
1988—1992 Декан факультета таджикской филологии Таджикского государственного Университета им. В. И. Ленина
1990 Защита докторской диссертации на тему «Роль средств массовой информации стран с различным политическим устройством в укреплении дружественных отношений и сотрудничества (напримере прессы СССР и Афганистана)» получение ученной степени доктора исторических наук
1991 и.о. заведующего, профессора кафедры теории и истории таджикской журналистики Таджикского государственного университета
1991 Профессор[уточнить]
1992—1993 Декан факультета журналистики и перевода Таджикского государственного университета
1993—1995 Первый Заместитель Председателя, Председатель государственного Комитета по телевидению и радиовещанию РТ
1995 Государственный советник Президента Республики Таджикистан по научным и социальным вопросам
1995—2000 Депутат Маджлиси Оли Республики Таджикистан, Председатель комитета по международным отношениям, общественным объединениям и культуре
1994—1997 Член правительственной делегации в межтаджикских переговорах
1997—2000 Член Комиссии по национальному примирению (КНП), председатель подкомиссии по политическим вопросам КНП
1998 Награждён званием Заслуженный деятель науки и техники Республики Таджикистан (Арбоби илм ва техникаи Тоҷикистон)
В 2000—2001 — депутат Маджлиси намояндагон Маджлиси Оли Республики Таджикистан (нижняя палата Парламента), Председатель комитета по международным отношениям, общественным объединениям и информации
В 2000 году награждён орденом «Дӯстӣ» (Дружбы).
В 2001—2004 — государственный советник Президента Республики Таджикистан по связям с общественностью
2002 Академик международной академии высшей школы
2002 Награждён юбилейной медалью в честь 10-летия XVI сессии Верховного Совета Республики Таджикистан
2001—2008 Член неформальной таджикско-немецкой рабочей группы
2002—2011 Профессор Российско-Таджикского славянского университета (РТСУ) по совместительству
2004—2006 Первый заместитель министра культуры Республики Таджикистан
2007—2011 Заведующий кафедрой международной журналистики Национального университета Таджикистана
2009 Лауреат премии союза журналистов Таджикистана имени Абулкосима Лохути
2011—2013 Профессор Российско-Таджикского славянского университета

## Публикации
2012 по настоящее время Учредитель и Председатель Общественного Фонда «Диалог цивилизаций» Автор и соавтор около 65 книг, в том числе по журналистике:
- «Таърихи матбуоти тоҷик» («История таджикской печати»),
- «Таърихи журналистикаи тоҷик» («История таджикской журналистики»),
- «Журналистикаи советии тоҷик» («Таджикская советская журналистика»),
- «Матбуот ва таблиғоти байналмилалӣ» («Печать и международная пропаганда»),
- «Назаре ба ҳаҷвиёти Убайди Зоконӣ» («Взгляд на сатиру Убайда Зокони»),
- «Жанрҳои публитсистика» («Жанры публицистики»),
- «Журналистика» (в 4 томах),
- «ВАО ва сиёсати хориҷии Тоҷикистон» («СМИ и международная политика Таджикистана»),
- "Шарҳи «Меъёрҳои ахлоқии фаъолияти журналистӣ дар Тоҷикистон» ("Комментарии к «положению о журналистской этике в Таджикистане»);

Для Кабульского университета в соавторстве:
- «Жанрҳои васоили иртиботӣ ҳамагонӣ» («Жанры СМИ»),
- «Таърихи матбуоти ҷаҳон» («История мировой печати»),
- «Асосоти рӯзноманигорӣ» («Основы газетного дела»),
- «Ургонҳои нашаротии ҲДХА қабл аз пирӯзии Инқилоби савр» («Печатные органы Народно-демократической партии Афганистана до победы апрельской революции»);

По миростроительству в Таджикистане:
- «Соли Набиев» («Год Набиева»),
- «Чор рӯз ва рӯзҳои дигар»
- («Четыре дня и другие дни»),
- «Асноди сулҳ» («Документы о мире»),
- «Пайки оштӣ» («Вести о мире»),
- «Лаҳзаҳои сулҳи ботадбир» («Моменты долгожданного мира»),
- «Сулхнаме» (Книга о мире),
- «Исломи сиёсӣ ва амният дар фазои САҲА» («О совместимости политического ислама и безопасности в пространстве ОБСЕ»),
- «Сулҳофарини дар Тоҷикистон» («Миростроительство в Таджикистане»),
- «Таҳкими сулҳ ва таҳавуллоти Тоҷикистон» («Укрепление мира и перемены в Таджикистане»),
- «Савганди сулҳофаринӣ» («Миротворческая клятва»),
- «Раванди сиёсӣ дар Осиёи Марказӣ — натиҷаҳо, мушкилиҳо ва дурнамо» («Политический процесс в Центральной Азии: результаты, проблемы, перспективы»),
- «Бунёди эътимод байни исломгароён ва секуляристҳо-таҷрибаи Тоҷикистон» («Построение доверия между исламистами и секуляристами — таджикский эксперимент» (в соавторстве)),
- «Муколама дар амал: таҷрибаи Тоҷикистон» ("Диалог в действии: опыт Таджикистана),
- «Бунёди давлатдории навин» («Строительство новейшей государственности»);

Об истории и месте таджикского народа:
- «Рисолаи давлат» («Трактат о государстве»),
- «Мулк бе сиёсат пойдор намонад» («Государству не устоять без политики»),
- «Тоҷикон» («Таджики»),
- «Таърихи сиёсии Тоҷикистони соҳибистиқлол» («Политическая история независимого Таджикистана»),
- «Ҳақиқат дар бораи Тоҷикон» («Правда о таджиках»),
- «Баҳси алифбои тоҷикӣ» («Споры о таджикском алфавите»),
- «Сарнавишти тоҷик» ("Судьба термина «Таджик»),
- «Тоҷикнома» («Таджикнаме») (в трех томах);

Названные книги опубликованы на таджикском, некоторые из них на русском, дари, английском и немецком языках.